# Enterosora parietina
Enterosora parietina är en stensöteväxtart som först beskrevs av Kl., och fick sitt nu gällande namn av Luther Earl Bishop. Enterosora parietina ingår i släktet Enterosora och familjen Polypodiaceae. Inga underarter finns listade.